# Anampses caeruleopunctatus
Labre constellé, Labre bleu
Espèce
Synonymes
- Anampses caeruleomaculatus (Rüppell, 1829)
- Anampses caeruleomaculatus (Rüppell, 1829)
- Anampses chlorostigma Valenciennes, 1840
- Anampses chlorostigma Valenciennes, 1840
- Anampses coeruleomaculatus Günther, 1881
- Anampses coeruleomaculatus Günther, 1881
- Anampses diadematus Rüppell, 1835
- Anampses diadematus Rüppell, 1835
- Anampses lineolatus Bennett, 1836
- Anampses lineolatus Bennett, 1836
- Anampses pulcher Regan, 1913
- Anampses pulcher Regan, 1913
- Anampses taeniatus Liénard, 1891
- Anampses taeniatus Liénard, 1891
- Anampses tinkhami Fowler, 1946
- Anampses tinkhami Fowler, 1946

Statut de conservation UICN

 LC  : Préoccupation mineure
 Anampses caeruleopunctatus, communément nommé Labre constellé ou Labre bleu,est une espèce de poisson marin qui appartient à la famille des Labridae.

## Description
Sa taille maximale est de 42 cm.

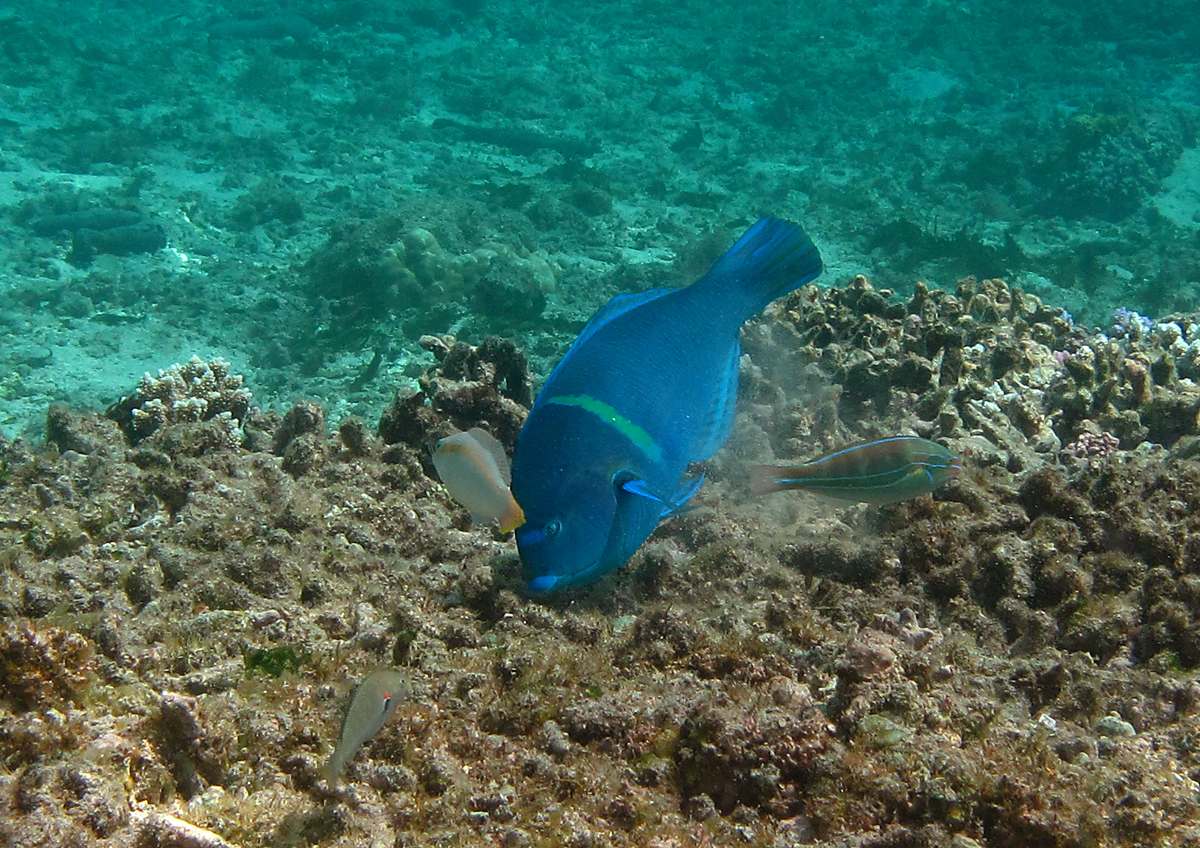
Anampses caeruleopunctatus mâle.

## Habitat et répartition
Il est présent dans les eaux tropicales de tout le bassin Indo-Pacifique jusqu'à l'île de Pâques mais est absent de l'archipel d'Hawaï.

## Publication origininale
- Rüppell, Atlas zu der Reise im nördlichen Africa. Fische des Rothen Meeres. Frankfurt-am-Main. Fische Rothen Meeres 1828-30 1-141